# Campionati del mondo di mountain bike 2012 - Downhill femminile Junior
La Downhill femminile Junior dei Campionati del mondo di mountain bike 2012 si è svolta il 2 settembre 2012 a Leogang, in Austria. La gara è stata vinta dalla canadese Holly Feniak, che ha terminato la gara in 4'01"622.

## Classifica
| Pos. | Corridore         | Squadra       | Tempo    |
| ---- | ----------------- | ------------- | -------- |
| 1    | Holly Feniak      | Canada        | 4'01"622 |
| 2    | Tahnee Seagrave   | Gran Bretagna | a 8"095  |
| 3    | Danielle Beecroft | Australia     | a 17"945 |
| 4    | Geraldine Fink    | Svizzera      | a 21"011 |
| 5    | Chloé Galléan     | Francia       | a 21"240 |
| 6    | Fiona Ourdouillie | Francia       | a 23"214 |
| 7    | Marianne Ruud     | Norvegia      | a 28"715 |
| 8    | Sophie Tyas       | Nuova Zelanda | a 30"919 |
| 9    | Lisa Kreuzer      | Austria       | a 51"309 |